# Tettamo
Tettamo (in greco antico: Τέκταμος?, Tèktamos) è un personaggio della mitologia greca, figlio di Doro e nipote di Elleno.
Sposò una figlia di Creteo, che gli diede il figlio Asterio.

## Mitologia
Secondo Diodoro Siculo, Tettamo invase Creta a capo di un'orda di coloni Eoli e Pelasgi e divenne il re dell'isola. Era la terza delle invasioni di Creta. 

Secondo un'altra versione, Tettamo era un capo delle tribù dei Dori ed Achei che si stabilirono nella Grecia continentale.